# Cayo Levisa
Cayo Levisa è un isolotto appartenente alla provincia di Pinar del Río, Cuba.

## Geografia
Appartiene all'arcipelago de los Colorados e si trova a circa 50 km a nord est di Viñales.
È lungo circa 4 km e largo da 150 a 1000 m. Dista 4 km circa da Palma Rubia sulla costa di Cuba (pontile da cui ci si imbarca per il Cayo).

## Ambiente naturale
Il lato meridionale e la sua propaggine a sud-ovest sono dominati dalle mangrovie, habitat naturale dei lamantini (Trichechus manatus, manati in lingua locale) che si avvistano talvolta.
I rimanenti 5 km di costa sono costituiti da spiaggia sabbiosa.
L'isola è prossima ad ambienti di barriera corallina ed è nota ai subacquei per i suoi punti di immersione dove si possono ammirare numerose formazioni coralline dai foltissimi rami di coralli nero, grandi spugne ed abbondanti banchi di pesce, tra cui esemplari di grandi barracuda.

## Turismo
Sull'isola è presente un solo Ecoresort strutturato a bungalow, interdetto al turismo dei cubani.
Nel 2006, l'isola è stata completamente sommersa e spazzata dagli uragani, che hanno lasciato in piedi solo i muri del ristorante. Il resort è stato quindi ricostruito, seguendo criteri di sostenibilità ambientale (legno locale, pannelli solari).